# 松星あき
松星 あき（まつほし あき、1985年4月2日 - ）は、日本のタレント。兵庫県出身。元ゴダイゴのタケカワユキヒデプロデュースのさいたま観光大使ユニット「ほわいてぃず」。

## 経歴
- 2006年 - 2007年：フォーミュラ・ニッポン D.H.G TOM'S RACING・D.H.G
- 2007年：SUPER GT D.H.G Racing 『ほわいてぃず』
- BSフジ『グラドル女学院』レギュラー
- アイドルユニット『ほわいてぃず』さいたま観光大使就任

〜プロデュース　by タケカワユキヒデ〜
- 2009年：アイドルタレントの仕事を引退し、グラフィックデザイナーとして活動を開始する。